# Vandkøling
Vandkøling er en metode til at fjerne varme fra komponenter og industriudstyr. I modsætning til luftkøling anvender vandkøling vand til varmetransport. Vandkøling bliver almindeligvis anvendt til at køle bilers forbrændingsmotorer og store industrielle faciliteter såsom kraftværker med dampturbiner, hydroelektriske generatorer, olieraffinaderier og kemiske industris fabrikker.

## Nomenklatur
Vandkøling er det at vand fjerner varme fra en maskine eller et system. Kølevand kan genbruges via et recirkuleringssystem eller ved engangskølingsystemer (OTC). Recirkuleringssystemer kan være åbne hvis de forudsætter køletårne eller kølesøer for at fjerne varme - eller lukkede hvis varme fjernes med meget lidt kølevandsspil i form af fordampning. En varmeveksler eller kondensator kan separere ikke-kontakt kølevand fra en fluid som køles, eller kontakt kølevand kan sendes direkte på det som skal køles - fx en savklinge hvor faseforskelle tillader let separation.